# Ghetto di Leopoli
Il ghetto di Leopoli (oggi in Ucraina) (in tedesco ghetto Lemberg; in polacco getto we Lwowie) fu uno dei maggiori tra i ghetti nazisti istituiti nel territorio del Governatorato Generale amministrato dai Nazisti nella Polonia occupata dai Tedeschi durante la Seconda guerra mondiale.
La città di Leopoli ospitava oltre 110 000 Ebrei prima dello scoppio della Seconda guerra mondiale nel 1939, e al tempo in cui i Nazisti occuparono la città nel 1941 quel numero era salito a oltre 220 000, in quanto gli Ebrei fuggivano per salvarsi la vita dalla Polonia occidentale occupata dai Nazisti nella relativa sicurezza della Polonia orientale occupata dai Sovietici, che includeva Leopoli. Il ghetto, allestito nella seconda metà del 1941 dopo l'arrivo dei Tedeschi, fu liquidato nel giugno 1943 con tutti i suoi abitanti, che erano sopravvissuti alle precedenti uccisioni, mandati a morire su carri bestiame nel campo di sterminio di Bełżec e nel campo di concentramento di Leopoli.

## Prima della guerra
Alla vigilia della Seconda guerra mondiale, la città di Leopoli aveva la terza più grande popolazione ebraica in Polonia, dopo Varsavia e Łódź, 99 600 nel 1931 (32%) in base a criteri confessionali (percentuale di persone di fede ebraica) e ammontanti a 75.300 (24%) in base a criteri linguistici (percentuale di persone che parlano yiddish o ebraico come loro madrelingua), secondo il censimento ufficiale polacco del 1931. Gli Ebrei assimilati, quelli che percepivano sé stessi come Polacchi di fede ebraica, costituiscono la discrepanza tra quei numeri. Verso il 1939, quei numeri erano, rispettivamente, maggiori di parecchie migliaia. Gli Ebrei erano coinvolti in particolare nella rinomata industria tessile della città e avevano istituito un fiorente centro di educazione e cultura, con un'ampia gamma di attività religiosa e politica di tipo secolare, che comprendeva i partiti e i movimenti giovanili degli ortodossi e dei Chassidisti, i Sionisti, l'Unione dei lavoratori e i comunisti. Gli Ebrei assimilati costituivano una parte significativa dell'intellighenzia e delle élite accademiche polacche di Leopoli, inclusi alcuni notabili come Marian Auerbach, Maurycy Allerhand e molti altri, e contribuivano grandemente allo status di centro culturale di Leopoli.

## Zona di occupazione sovietica all'avvio della Seconda guerra mondiale
Tre settimane dopo lo scoppio della Seconda guerra mondiale, la città fu annessa all'Unione Sovietica in conformità ai termini del Patto Molotov-Ribbentrop insieme al resto della regione polacca di Kresy. La popolazione ebraica di Leopoli si dilatò a circa 200 000-220 000 persone, in quanto assorbì un afflusso di rifugiati che fuggivano verso est dalla parte occidentale della Polonia occupata dai Nazisti (Stefan Szende dà il numero di 180 000 Ebrei). Sotto il dominio sovietico alcuni degli Ebrei di Leopoli furono repressi insieme al resto della popolazione. Nel 1940 l'NKVD deportò 10 000 Ebrei locali in Siberia insieme a centinaia di migliaia di cittadini polacchi. I residenti deportati nel profondo dell'URSS che sopravvissero nei climi più freddi e rigidi furono quasi i soli che sopravvissero anche alla catastrofe dell'Olocausto.

## La conquista nazista e i pogrom del luglio 1941

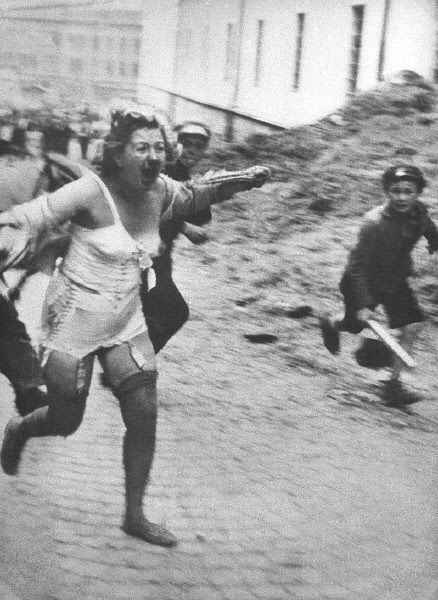
La fuga disperata di una donna durante le violenze antiebraiche del luglio 1941

L'esercito tedesco entrò nella zona di occupazione sovietica il 22 giugno 1941 dando inizio all'Operazione Barbarossa. Quando una settimana dopo, il 30 giugno 1941, la 1ª Divisione di montagna del 49º Corpo d'armata tedesco si impadronì della città di Leopoli, furono aperti i cancelli di tutte le prigioni dell'NKVD e, nel giro di poche ore, furono svelate le dimensioni degli omicidi sovietici. Fu formata una commissione speciale sotto il giudice delle SS Hans Tomforde per stilare un rapporto. Solo a Brygidki furono contati 1.500 morti. In alcune stanze della prigione, le montagne di corpi in putrefazione che raggiungevano i soffitti delle cantine costrinsero i Tedeschi a fermare la conta e a murare le porte con i mattoni. Si calcola che un totale di 2 000/7 000 persone (principalmente intellettuali e attivisti politici ucraini, ma anche polacchi ed ebrei) siano state uccise in tre prigioni di Leopoli: la prigione di Brygidki, la prigione di via Łąckiego e la prigione di via Zamarstynowska).
Sebbene anche gli Ebrei fossero stati tra le vittime dei massacri perpetrati dall'NKVD e dai Sovietici in ritirata, essi furono collettivamente accusati come gruppo dai Nazisti di esserne in qualche modo responsabili. Sfruttando i diffusi sentimenti antisemiti locali, la propaganda tedesca addossò loro la colpa e incoraggiò gli Ucraini del luogo a vendicarsi.
All'inizio di luglio si scateno' così un primo pogrom (il cosiddetto "massacro della prigione"), compiuto dai nazionalisti ucraini con il supporto degli squadroni della morte paramilitari delle SS, come "rappresaglia" per i massacri commessi dai sovietici. Circa 4 000 Ebrei furono massacrati.
Nei giorni e nelle settimane seguenti circa 3 000 persone, per la maggior parte Ebrei, ma anche intellettuali polacchi e ucraini accusati di simpatie comuniste furono giustiziati da Einsatzgruppen tedesche. Tra di essi anche numerosi accademici polacchi e le loro famiglie in quello che è ricordato come il massacro dei professori di Leopoli.
Un secondo pogrom antiebraico ebbe luogo negli ultimi giorni del luglio 1941 e fu chiamato i "Giorni di Petlura", dal nome del leader e pogromista ucraino Symon Petliura, assassinato nel 1926. Questo pogrom fu organizzato dai Nazisti, ma anch'esso eseguito da gruppi di nazionalisti ucraini. All'incirca tra 5 000–7 000 Ebrei furono brutalmente picchiati e più di 2.000 assassinati in questo massacro.
Si discute ancora oggi in sede storiografica sulla "spontaneità" di questi pogrom e sulle responsabilità dei nazionalisti ucraini e delle forze di occupazione naziste nella loro organizzazione. Quanto avvenne a Leopoli nel luglio 1941 comunque non è diverso da quanto avvenne nel resto dei territori occupati dalle truppe naziste, dove la costituzione dei ghetti fu di norma preceduta da atti di violenza intimidatoria o veri e propri pogrom, fomentati dalle autorità di occupazione naziste e compiuti da gruppi nazionalistici locali, intesi a terrorizzare la popolazione ebraica e a giustificare la creazione di ghetti per la loro "protezione" (in realtà per favorire il loro sfruttamento per il lavoro coatto e facilitare l'applicazione della soluzione finale).

## Il ghetto

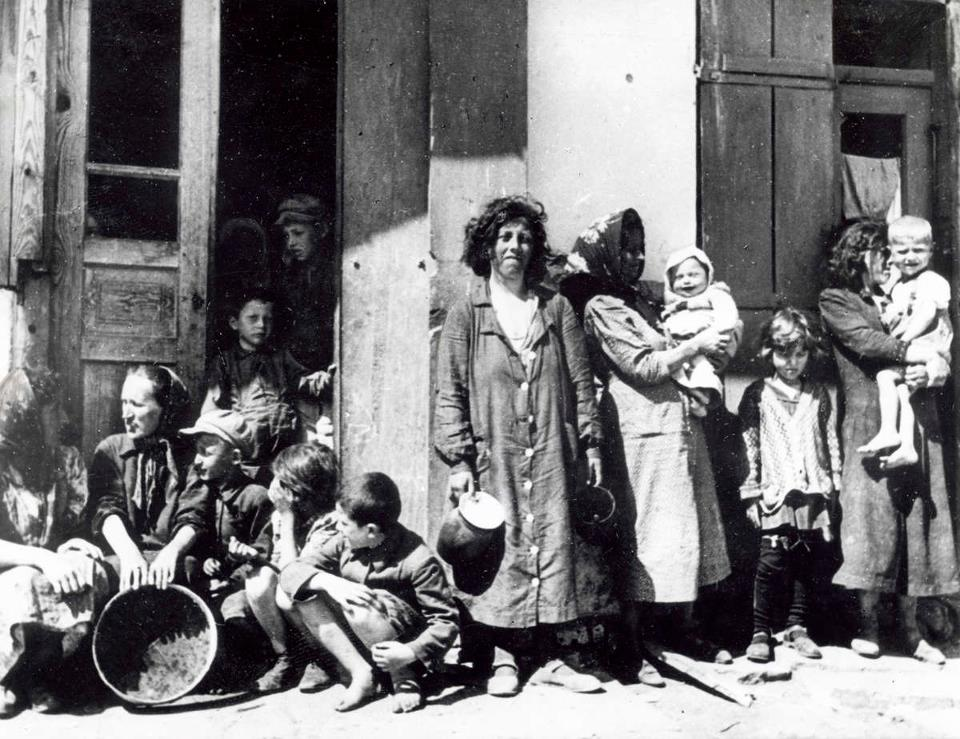
Ebrei del ghetto di Leopoli, intorno al 1941

L'8 novembre 1941, i Tedeschi fondarono un ghetto che chiamarono Jüdischer Wohnbezirk ("zona residenziale ebraica") nella parte settentrionale di Leopoli. Tutti gli Ebrei della città ricevettero l'ordine di trasferirsi lì entro il 15 dicembre 1941 e tutti i Polacchi e gli Ucraini quello di uscirne. La zona designata per formare il quartiere ebraico era Zamarstynów (oggi ucraino Замарстинів). Prima della guerra era uno dei sobborghi più poveri e miserabili costruiti a Leopoli. La polizia tedesca cominciò anche una serie di "selezioni" in un'operazione chiamata "Azioni sotto il ponte" - 5 000 Ebrei anziani e malati furono selezionati e uccisi con un colpo d'arma da fuoco quando passarono sotto il ponte ferroviario su Via Pełtewna (che fu chiamato ponte della morte dagli Ebrei), mentre si stavano trasferendo nel ghetto. Entro dicembre, tra 110 000 e 120 000 Ebrei stavano vivendo nel ghetto di Leopoli. Le condizioni di vita nel ghetto sovraffollato erano estremamente misere. Ad esempio si stimava che le razioni di cibo fornite fossero uguali al 10% delle razioni tedesche e al 50% di quelle ucraine o polacche.
I Tedeschi istituirono una forza di polizia ebraica chiamata Jüdischer Ordnungsdienst Lemberg ("Servizio d'ordine ebraico di Leopoli") che indossavano uniformi blu scure della polizia polacca ma con le insegne polacche sostituite da una stella di David e dalle lettere J.O.L. in varie posizioni sulla loro uniforme. Furono dati loro manganelli di gomma. I loro ranghi contavano da 500 a 750 poliziotti. La forza di polizia ebraica rispondeva al consiglio municipale nazionale ebraico noto come Judenrat, che a sua volta rispondeva alla Gestapo.
Il ghetto di Leopoli fu uno dei primi a far trasportare gli Ebrei nei campi di morte come parte dell'Operazione Reinhard. Tra il 16 marzo il 1º aprile 1942, 15 000 Ebrei furono portati nella stazione ferroviaria di Kleparów e deportati nel campo di sterminio di Belzec. In seguito a queste deportazioni iniziali, e alla morte per la malattia e le uccisioni casuali, circa 86.000 Ebrei rimanevano ufficialmente nel ghetto, benché ce ne fossero molti altri non registrati. Durante questo periodo, molti Ebrei furono anche costretti a lavorare per la Wehrmacht e per l'amministrazione tedesca del ghetto, specialmente nel vicino campo di lavoro di Janowska. Il 24–25 giugno 1942, 2 000 Ebrei furono portati nel campo di lavoro; solo 120 furono usati per i lavori forzati, e tutti gli altri furono fucilati.
Fra il 10–31 agosto 1942, fu portata a termine la "Grande Azione" (Grosse Aktion) nella quale furono raccolti fra 40 000 e 50 000 Ebrei, radunati nel punto di transito posto nel campo di Janowska e poi deportati a Belzec. Molti che non furono deportati, compresi orfani locali e pazienti degli ospedali, furono fucilati. Il 1º settembre 1942, la Gestapo impiccò il capo dello Judenrat di Leopoli e i membri della forza di polizia ebraica del ghetto ai balconi dell'edificio dello Judenrat all'angolo di via Łokietka e via Hermana. Circa 65 000 Ebrei rimasero senza riscaldamento e servizi igienici mentre si avvicinava l'inverno, portando a un'epidemia di tifo.
Tra il 5–7 gennaio 1943, altri 15.000-20.000 Ebrei, inclusi gli ultimi membri dello Judenrat, furono fucilati fuori della città. Dopo questa aktion nel gennaio 1943 lo Judenrat fu disciolto, ciò che rimaneva del ghetto fu rinominato Judenlager Lemberg (Campo ebraico di Leopoli), così formalmente riprogettato come campo di lavoro con circa 12.000 Ebrei legali, in grado di lavorare nell'industria bellica tedesca e parecchie migliaia di Ebrei illegali (principalmente donne, bambini e anziani) che vi si nascondevano.
All'inizio del giugno 1943 i Tedeschi decisero infine mettere fine all'esistenza del quartiere ebraico e dei suoi abitanti. Quando i Nazisti entrarono nel ghetto incontrarono qualche sporadico atto di resistenza armata, ma la maggior parte degli Ebrei stavano tentando di nascondersi in rifugi preparati anteriormente (i cosiddetti "bunker"). In realtà molti edifici furono cosparsi di benzina e bruciati al fine di "stanare" gli Ebrei dai loro nascondigli. Alcuni Ebrei riuscirono a fuggire nascondendosi nel sistema fognario.
Al tempo in cui l'Armata Rossa sovietica entrò a Leopoli il 26 luglio 1944, solo poche centinaia di Ebrei rimanevano in città. Il numero varia da 200 a 900 (823 secondo i dati dal Comitato provvisorio ebraico a Leopoli, polacco: Tymczasowy Komitet Żydowski we Lwowie dal 1945).
Tra i suoi abitanti più importanti vi era Chaim Widawski, che diffondeva notizie sulla guerra captate con una radio illegale. Il cacciatore di Nazisti Simon Wiesenthal fu uno dei più noti abitanti ebraici del ghetto di Leopoli a sopravvivere alla guerra (come indicano le sue memorie (I carnefici tra noi), fu salvato dall'esecuzione da un poliziotto ucraino), anche se in seguito fu trasportato in un campo di concentramento, piuttosto che rimanere nel ghetto.

### Ulteriori letture
- Marek Herman, From the Alps to the Red Sea, Tel Aviv: Hakibbutz Hameuchad Publishers and Beit Lohamei Haghetaot, 1985, pp. 14–60
- David Kahane, Lvov Ghetto Diary, Amherst, University of Massachusetts Press, 1990. ISBN 0-87023-726-8 (Pubblicato in ebraico come Yoman getto Lvov, Gerusalemme, Yad Vashem, 1978)
- Dr Filip Friedman, Zagłada Żydów lwowskich, Centralna Żydowska Komisja Historyczna, Centralny Komitet Żydów Polskich, Nr 4, Łódź, 1945
- Jakob Weiss, The Lemberg Mosaic, New York, Alderbrook Press, 2010.
- Krystyna Chiger, The Girl in the Green sweater: A life in Holocaust's Shadow, Macmillan, 2010. ISBN 1-4299-6125-2
- Leon Weliczker Wells, The Janowska Road (pubblicazione originale Macmillan, 1963), Amazon, Halo Pr, 1999. ISBN 0-89604-159-X